# Осгилиат
Осгилиат „крепост на звездите“ е фантастичен град от поредицата на Джон Толкин „Властелинът на пръстените“. Градът се намира на река Андуин (великата река) и е разделен на две части. Основан е от Исилдур и Анарион в началото на Третата епоха и бързо става важен център за нововъзникналата човешка страна Гондор.

## Описание
Осгилиат бил главният град на Гондор в по-ранните години, но в средата на Третата епоха бил изоставен след преминаването на Черната чума. По време на войната за пръстена градът има ключово значение за изхода на войната, поради факта че ако орките преминат реката, те могат спокойно да обградят Минас Тирит, който също се намира в близост до Осгилиат. След края на войната Осгилиат е възстановен от новия гондорски крал Арагорн(Елесар).

## География
Той се намира на река Андуин, между градовете Минас Итил(Минас Моргул) и Минас Анор(Минас Тирит). Поради близостта с границите на Мордор града често е бил обсаждан от орките и е бил бойно поле на редица битки между двете страни.